# 陳潤潼
陳潤潼（Chan Yun Tung，2002年7月7日—），生於香港，香港足球運動員，司職右閘，現時效力香港超級聯賽球隊冠忠南區。

## 球會生涯
陳潤潼曾經效力標準流浪、愉園及香港U23，22/23球季為香港U23上陣23次。
22/23球季菁英盃加入專為U22球員而設的最佳U22球員獎，讓各隊球員投選各自最佳的適齡球員。結果陳潤潼為獲獎的其中一員。
23/24球季，陳潤潼轉投香港超級聯賽球會冠忠南區。2024年1月6日，菁英盃分組賽冠忠南區對大埔，陳潤潼射入加盟半年以來第一個入球。

## 榮譽
冠忠南區
- 香港菁英盃冠軍（2024–25）

## 外部連結
- 香港足球總會網站球員註冊資料 （页面存档备份，存于）